# Bror Axel Thulé
Bror Axel Thulé, född 28 augusti 1847, död 13 augusti 1911 i Kangasala, han var en finländsk orgelbyggare vid Kangasala orgelfabrik.

## Biografi
Thulé föddes som det andra barnet till orgelbyggaren Anders Thulé. Undervisades av i orgelspel av organisten J. F. Boström i Åbo domkyrka. Thulé arbeta på sin fars verkstad med metall och kom så småningom att tillverka visselpipor.